# Annie Tresgot
Annie Tresgot  (née le 31 août 1937) est une réalisatrice et chef-monteuse française.

## Biographie
Diplômée de l'IDHEC, Annie Tresgot inaugure en 1957 une double carrière de réalisatrice de films documentaires et de monteuse, notamment pour Jean Rouch.
A la fin des années 1960, elle réalise, pour le Centre Algérien de Documentation et d'Information, un film de commande intitulé Visages de l'émigration. Avec le même matériau, elle va réaliser un documentaire plus personnel, Les Passagers, qui sera présenté à la Semaine de la critique, à Cannes, en 1971 : « Mon propos initial était de montrer, à la fois aux Algériens et aux Français, que l'émigration est une aventure assez tragique ».

## Filmographie
Monteuse
- 1960 : Anna la bonne de Claude Jutra
- 1962 : La Punition de Jean Rouch
- 1964 : Agnès Varda et le Bonheur de Jean Claude Bergeret
- 1965 : La Goumbé des jeunes noceurs de Jean Rouch

Réalisatrice
- 1957 : Fabliau (court métrage)
- 1959 : L'Âge bête (court métrage)
- 1960 : La Folle Passion (court métrage)
- 1969 : Visages de l'émigration (moyen métrage)
- 1971 : Les Passagers
- 1980 : Adieu Pyrénées (court métrage, coréalisateur  Alain Guesnier)
- 1982 : L'Ange de l'abîme, court-métrage
- 1982 : Elia Kazan Outsider (interview Michel Ciment) (Cannes, Un certain regard)
- 1982 : Portrait d'un homme à 60% parfait : Billy Wilder (interview Michel Ciment) (Cannes, Un certain regard)
- 1988 : Hello Actors Studio (L'atelier des acteurs, Une solitude publique, Une communauté de travail) (FIPA)
- 1993 : Billy Wilder artiste (avec Billy Wilder, Jack Lemmon et Walter Matthau 55')
- 1993 : Un demi-siècle déjà (avec Robert Enrico, Costa-Gavras, Peter Fleischmann, Alain Corneau, Idrissa Ouedraogo, Eric Rochant)
- 1995 : Las Vegas ou le plaisir, l'argent et la morale
- 1996 : Nage libre
- 2001 : Sur la dalle

## Distinctions
- 1971 : Semaine internationale de la critique (Les Passagers)
- 1983 : Nomination pour le César du meilleur court métrage documentaire L'Ange de l'abîme